# Mitsou Ronat
Mitsou Ronat, née Germaine Ronat le 13 juin 1946 à Paris et morte le 8 juillet 1984 à Évry-les-Châteaux dans un accident de la route, est une poétesse française, spécialiste de linguistique et de littérature.

## Biographie
Membre du comité de rédaction d'Action poétique avec Henri Deluy, Martine Broda, Élisabeth Roudinesco et Jacques Roubaud, elle publie dans cette revue de vives critiques de Tel Quel, et critique l'utilisation de la linguistique que fait Julia Kristeva.
Elle rejoint le collectif Change créé  par Jean-Pierre Faye en 1967, au sein duquel elle œuvre pour une diffusion des idées de Noam Chomsky et l'utilisation de ce type de linguistique dans l'analyse de la littérature,
Membre du cercle Polivanov, où elle fréquente de nombreux linguistes et poètes, dont Jacques Roubaud, Jean-Claude Milner, Jacqueline Guéron et Pierre Lusson, Mitsou Ronat publie de nombreux articles tendant à montrer que les notions de contraintes  de la linguistique chomskyenne peuvent être étendues à l'étude de la langue littéraire et que l'analyse littéraire permet d'éclairer d'un jour particulier ces notions linguistiques ,.
Spécialiste de Stéphane Mallarmé et de James Joyce, Mitsou Ronat s'oppose à l'analyse de cet auteur développée par Philippe Sollers.
Elle met en œuvre en 1980, avec Tibor Papp une édition originale du poème de Stéphane Mallarmé Un coup de Dés jamais n'abolira le Hasard,,.
Proche de Ann Banfield (en) et de Sige-Yuki Kuroda, membre fondateur, avec Pierre Pica et Sophie Fischer, de l'Association des sciences du langage elle est titulaire d'une thèse de troisième cycle.
Elle est l'auteur d'un important entretien avec Noam Chomsky et de nombreux articles de linguistique,,,
Dans la dernière partie de sa vie, Mitsou Ronat s'intéresse particulièrement à l'interface entre langue et prosodie,.
Auteur d'une vingtaine de poèmes où elle analyse la relation qu'entretient la langue avec d'autres domaines telles que la vision, elle laisse une thèse d'état inachevée.

## Œuvres
- Focus, Intonation, Grammaire, thèse d'état inachevée, 1984
- La langue manifeste, Littérature et théories du langage, Action Poétique, 1975